# Josse de Corte

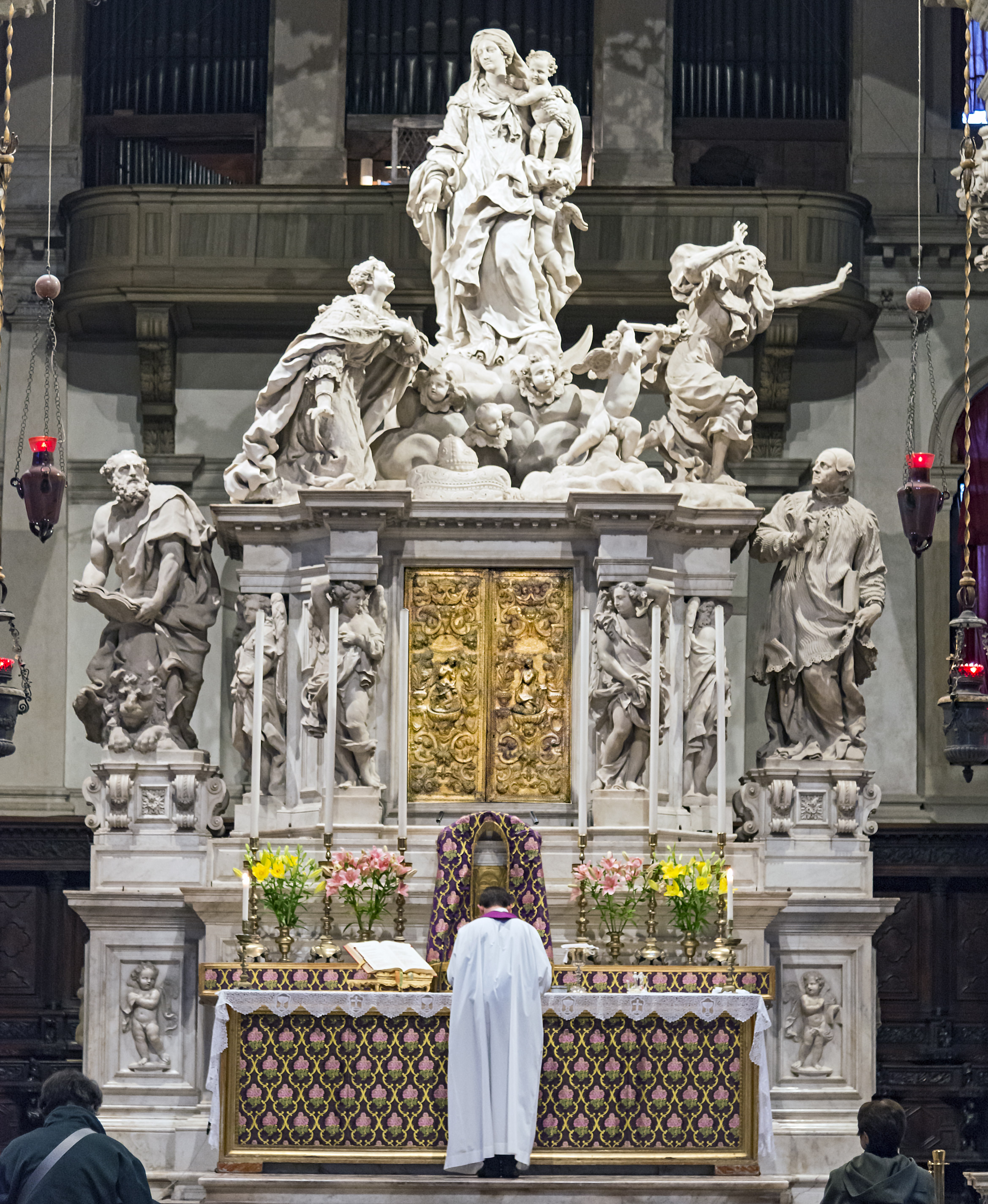
Hoofdaltaar van de Santa Maria della Salute: een Madonna met kind (Maria van de Gezondheid) zorgt ervoor dat de Pest (rechts) wordt verjaagd, terwijl de personificatie van Venetië in dankbaarheid knielt

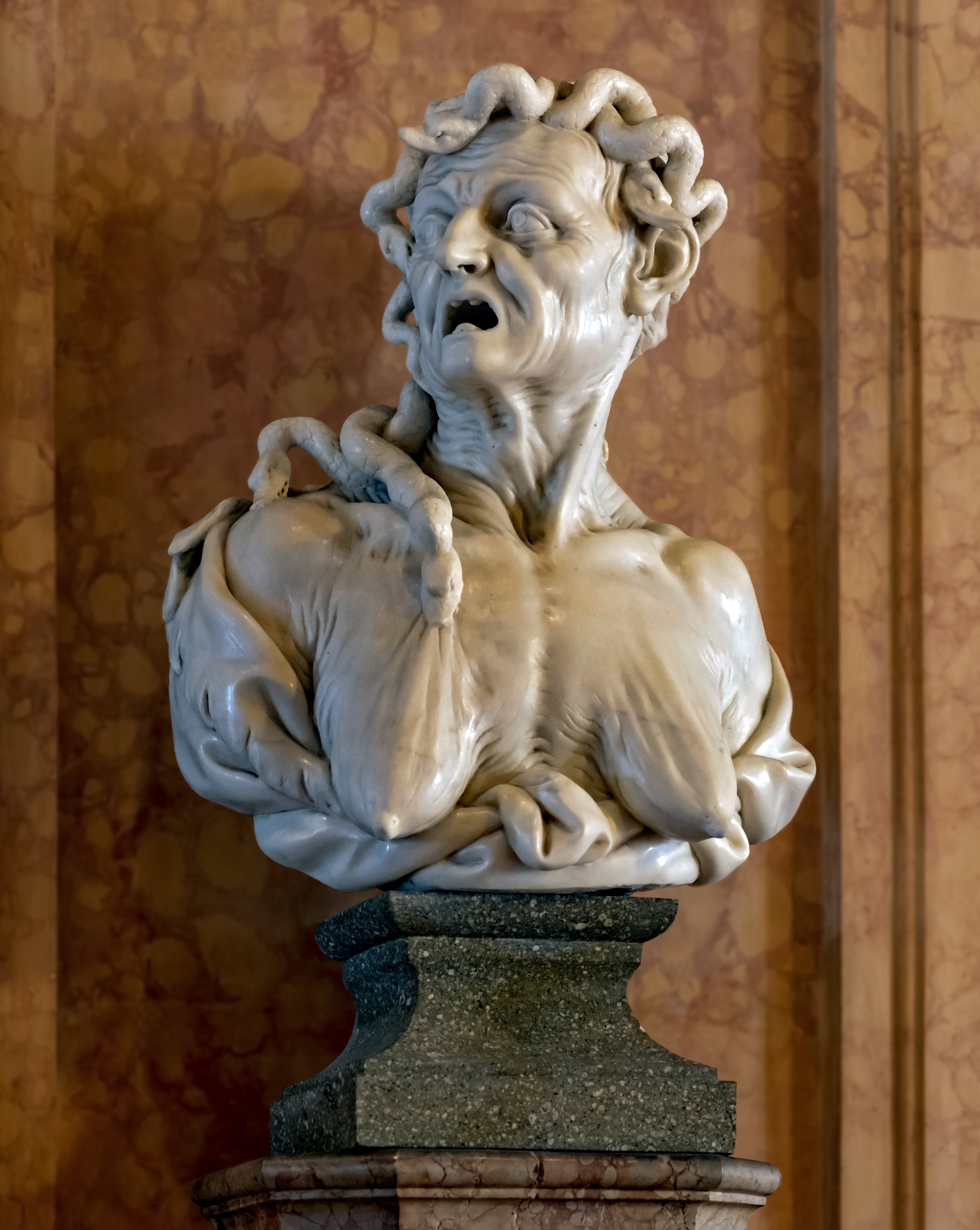
Afgunst (Ca' Rezzonico)

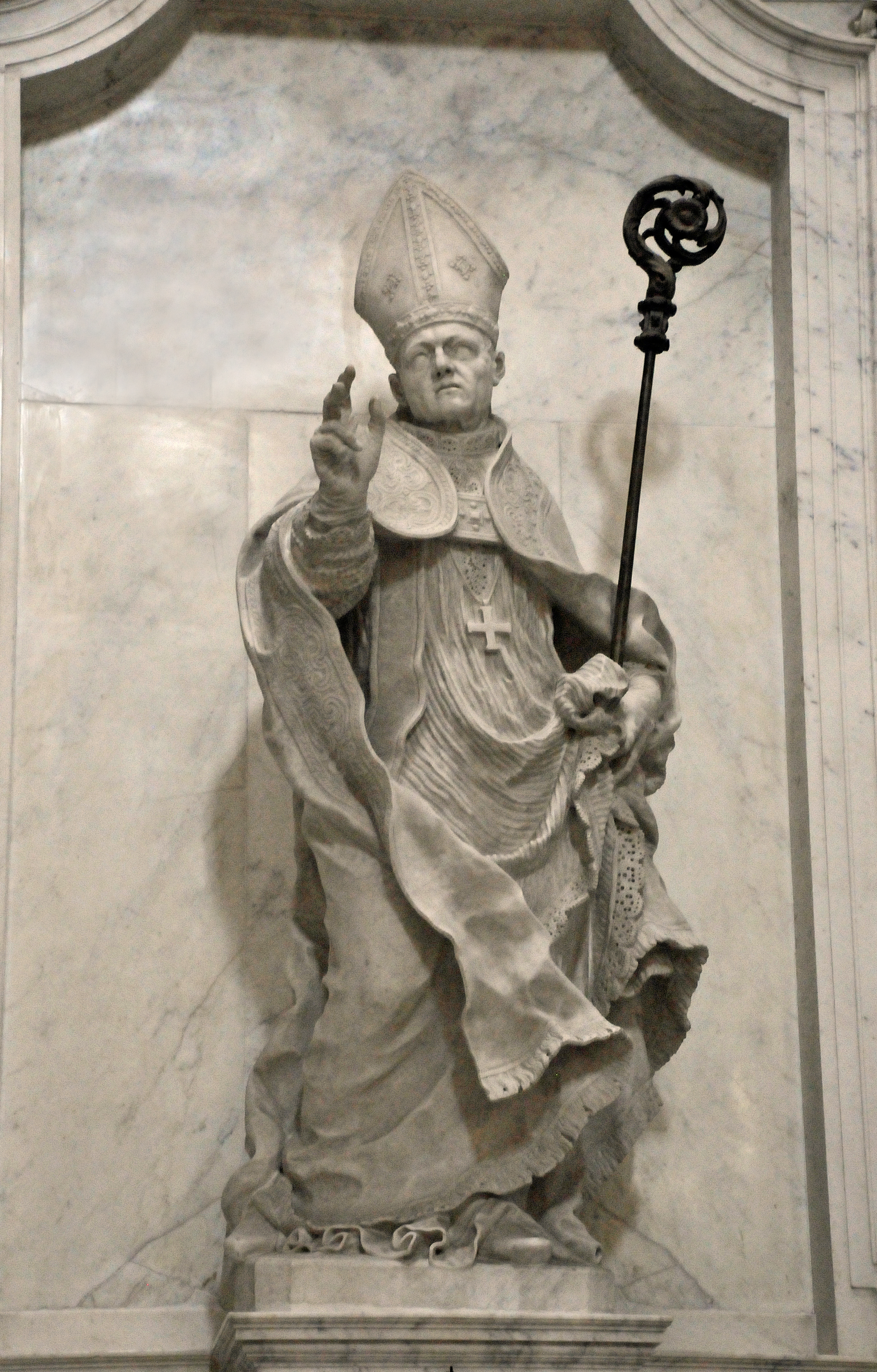
Standbeeld van Gerard Sagredo

Josse de Corte of Giusto Le Court (Ieper, gedoopt 27 augustus 1627 – Venetië, 7 oktober 1679) was een Vlaams beeldhouwer die vanaf 1655 carrière maakte in de Republiek Venetië en er de toon zette inzake baroksculptuur. Hij is lange tijd nagenoeg vergeten, tot voornamelijk Italiaanse historici zich in de 21e eeuw begonnen te verdiepen in zijn werk.

## Leven
Hij was het vierde kind van de Ieperse kunstenaar Jan de Corte, bij wie hij vermoedelijk in de leer was. Ook in het atelier van Cornelis van Mildert was hij leerling. Van zijn vroege werk is niets bekend, behalve een Mariabeeld in de Fusillierskapel van de kathedraal van Antwerpen (ca. 1647). Daarna was hij in Amsterdam, mogelijk om onder Artus Quellinus te werken aan de sculpturen van het Stadhuis op de Dam. Andere invloeden kunnen Gian Lorenzo Bernini en Frans Duquesnoy zijn geweest, maar de hypothese van een fysiek verblijf in Rome is niet houdbaar gebleken. Hij ging in 1655 rechtstreeks van Amsterdam naar Venetië. Daar maakte hij snel naam en leidde hij onder meer Heinrich Meyring, Francesco Cavrioli, Francesco Penso en Orazio Marinali op. Ze droegen allemaal bij aan het sculpturaal programma van de Basiliek van Santa Maria della Salute. Hij werd de voornaamste beeldhouwer van Venetië en trok nog meer leerlingen aan, onder wie Antonio Tarsia, Francesco Cabianca en Francesco Bernardoni. In de lagunestad werkte hij met de grote barokarchitecten Baldassare Longhena en Giuseppe Sardi. Na zijn dood kreeg De Corte een epitaaf in de Sant'Andrea della Zirada.

## Werk
De Corte ontwikkelde een stijl die de Venetiaanse barok een eigen gezicht gaf, binnen de bekende dramatiek van de stroming. Hij leefde zich uit in verschillende texturen. Naast naturalistische portretten van gesneuvelde vlootcommandanten, overleden kerkvorsten en andere prominenten, maakte hij ook veel allegorische en religieuze beelden. Hierna volgt een niet-uitputtend overzicht van zijn oeuvre (alle locaties in Venetië, tenzij anders vermeld):
- Marmeren engelen op het altaar van de Labiakapel in de San Nicolo da Tolentino (1655)
- Allegorische beelden Kracht en Rechtvaardigheid voor het graf van Alvise Mocenigo in de kapel van San Lazzaro dei Mendicanti (met Giuseppe Sardi, ca. 1655)
- Graf van Girolamo Cavazza in de Madonna dell'Orto (met Giuseppe Sardi en Francesco Cavrioli, 1657)
- Hoofdaltaar van de Santa Maria della Salute
- Atlanten op de gevel van de Ospedaletto-kerk
- Standbeeld van de heilige Gerard Sagredo in de Sagredo-kapel van de San Francesco della Vigna
- Graf van Almerigo d'Este (1665-1666) en van de doge Giovanni Pesaro (ca. 1665-1669) in de basiliek van Santa Maria Gloriosa dei Frari (telkens met Baldassare Longhena)
- Allegorische beelden Afgunst en Winter in het museum van het Ca' Rezzonico
- Allegorische busten Lente en Herfst in het Musée Magnin van Dijon
- Standbeeld van de evangelist Marcus op de gevel van de Verlosserskerk
- Standbeeld van Antonio Barbaro op de gevel van de Santa Maria del Giglio
- Beelden voor het hoofdaltaar van Lorenzo Giustiniani in de San Pietro di Castello (met Baldassare Longhena)
- Standbeeld van de heilige Hiëronymus van Stridon in de San Michele
- Grafmonumenten van de patriarch Girolamo Gradenigo (1662), van Giorgio Morosini (1676-1677) en van Pietro en Lorenzo Morosini (1678-1682) in de San Clemente all'Isola
- Graf van Caterino Corner in de Basilica di Sant'Antonio in Padua (1674)
- Graf van Leonida Bissari in de Basilica di Monte Berico in Vicenza
- Beeldengroep Caritas Romana in het Szépművészeti Múzeum van Boedapest
- Allegorische buste Afgunst in het Nationaal Museum van Krakau
- Transfiguratie van Christus op de berg Tabor en Dode Christus in de Sant'Andrea della Zirada (1679)

## Voetnoten
1. ↑  Sterfdatum volgens Simone Guerriero, "Il collezionismo di sculture moderne" in: Il collezionismo d'arte a Venezia. Il Seicento, eds. L. Borean en S. Mason, 2007, p. 57
2. ↑  Bacchi 2007, p. 146
3. ↑  Crosbie 2015, p. 169 en 189 (noot 5)

- Gemeinsame Normdatei: 132690926
- International Standard Name Identifier: 0000 0001 1690 714X
- Library of Congress Control Number: no2016122075
- Nationale Bibliotheek van Tsjechië: xx0282782
- RKD-Nederlands Instituut voor Kunstgeschiedenis: 18512
- Système universitaire de documentation: 248422316
- Museum of New Zealand Te Papa Tongarewa: 504
- Union List of Artist Names: 500089434
- Virtual International Authority File: 96331839
- WorldCat: E39PBJycV8trphpj6hKxKWyWXd